# Primera victoria de la selección de fútbol de Uruguay

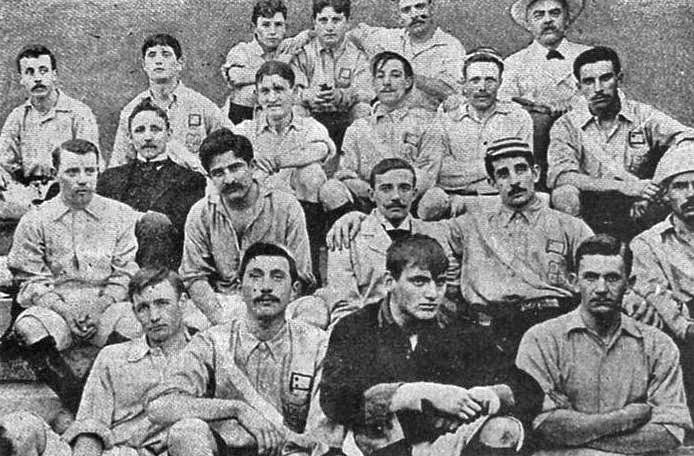
Las selecciones de Uruguay y Argentina posando juntas antes del match de 1903.

El partido disputado el 13 de septiembre de 1903 en Buenos Aires, entre los combinados de fútbol de Argentina y Uruguay, cobró gran importancia porque se convirtió en la primera victoria oficial de la selección uruguaya de fútbol. Además, este encuentro es un hito en la historia del fútbol y, en especial, del Club Nacional de Football, ya que el equipo uruguayo estaba conformado íntegramente por once jugadores de esa institución.

## Previa del partido
Ambas selecciones rioplatenses habían convenido a jugar anualmente un partido entre ellos, alternándose la localía cada año. El año anterior, los argentinos habían ganado 0:6 en el Gran Parque Central de Montevideo. El equipo uruguayo formaba con ocho jugadores de Nacional y tres del Albion. El equipo fue constituido por la Comisión Directiva de la Liga, integrada por dos miembros de cada club afiliado. Si bien habían sido nominados inicialmente tres jugadores del CURCC —Juan Pena, Aniceto Camacho y Ricardo De los Ríos— estos renunciaron a participar ofendidos porque otros jugadores de su club no formaban el parte de la selección. Asistieron al partido 8000 espectadores, de los cuales 1000 habían llegado de Argentina para ver el encuentro. En ese partido, Uruguay jugó con una camiseta azul con una banda diagonal blanca y la bandera de Uruguay como escudo. Da la casualidad, que Argentina jugó con una camiseta celeste, que más adelante sería el color que tomaría el seleccionado uruguayo.
La Liga Uruguaya con una anticipación de veinticinco días designó a ocho jugadores de Nacional —Almicar Céspedes, Carve Urioste, Bouton Reyes, Miguelón Nebel, Luis Carbone, Bolívar Céspedes, Castro y Cordero— y a tres del CURCC —Aniceto Camacho, Ceferino Camacho, Pena— como titulares para representar a Uruguay en el encuentro ante Argentina. Las autoridades del CURCC se sintieron afectados por los nombramientos y por la exclusión del centrodelantero Lorenzo Mazzuco haciendo notar su disconformidad ante las autoridades. La Liga mantuvo su decisión y el CURCC negó al resto de sus jugadores convocados a participar en el encuentro. Para cubrir las vacantes, fueron convocados Enrique Sanderson y Francisco Branda de Montevideo Wanderers, quienes también rechazaron la designación.
Pedir la suspensión del partido parecía lo más sensato para la mayoría; por entonces Nacional, invicto en el Campeonato Uruguayo de 1902, reclamó su derecho de representar al fútbol uruguayo cumpliendo así el compromiso contraído. Para completar el plantel, ingresaron Pigni, Rincón y Carlos Céspedes. La propuesta fue aceptada por la AUF designando como presidente de la embajada a Eusebio Céspedes, padre de los hermanos Céspedes. También participaron de la delegación José María Reyes Lerena como secretario, Domingo Prat —presidente de Nacional—, Alberto Mullin —representante de la League— y Mario Ortiz Garzón. Cabe aclarar que no fue una excursión improvisada, desde fines de agosto el plantel de Nacional entrenó todos los días de tres a cinco de la tarde, aprovechando que sus integrantes no tenían obligaciones laborales por ser estudiantes. La delegación y los jugadores de Nacional viajaron en un barco de vapor llamado Tritón el 12 de setiembre para arribar a Buenos Aires al día siguiente. Del puerto se dirigieron hacia el estadio para disputar el encuentro en un tren eléctrico privado de Alejandro Wattson Hutto, presidente del Alumni y del Directorio de la Compañía de Tranvías Eléctricos de Buenos Aires.
Por su parte, el seleccionado argentino estaba conformado sobre la base de los mejores futbolistas del Alumni, con el aporte de grandes figuras de Belgrano, Lomas y Estudiantes. El árbitro fue el argentino Roberto Ruud, actuando como árbitros asistentes Domingo Prat y Francisco Chevallier Boutell. Las especulaciones iban en aumento; perder por 6 goles como local y presentar como visitante a un solo club. Sabemos que no podemos ganar, venimos como hermanos a cumplir se sinceró en Buenos Aires Eusebio Céspedes.
Los jugadores de Nacional tenían la particularidad de ser todo estudiantes, lo que le permitió tener el tiempo suficiente para preprarse para el partido. En las tres semanas previas al partido, todas las tardes se juntaban a entrenar, cosa que los jugadores argentinos no podían hacer por sus compromisos laborales.

## Ficha del partido
Fuentes:
|  | POR | Jorge H. Howard         |     |
|  | DEF | Carlos Carr Brown       |     |
|  | DEF | Walter Buchanan         |     |
|  | MED | Emilio B. Firpo         |     |
|  | MED | Carlos J. Buchanan      |     |
|  | MED | Ernesto A. Brown        |     |
|  | DEL | Gottlob E. Weiss        |     |
|  | DEL | Juan José Moore         | (C) |
|  | DEL | Jorge Brown             |     |
|  | DEL | Carlos Edgard Dickinson |     |
|  | DEL | Eugenio Moore           |     |

|  | POR | Amílcar Céspedes     |     |
|  | DEF | Carlos Carve Urioste |     |
|  | DEF | Ernesto Boutón Reyes |     |
|  | MED | Miguel Nebel         | (C) |
|  | MED | Luis Carbone         |     |
|  | MED | Gaudencio Pigni      |     |
|  | DEL | Bolívar Céspedes     |     |
|  | DEL | Eduardo de Castro    |     |
|  | DEL | Gonzalo Rincón       |     |
|  | DEL | Carlos Céspedes      |     |
|  | DEL | Alejandro Cordero    |     |

|  | 51' | Jorge Brown |
|  | 80' | Jorge Brown |

|  | 21' | Carlos Céspedes  |
|  | 58' | Carlos Céspedes  |
|  | 61' | Bolívar Céspedes |

| Árbitro | Roberto W. Ruud |

|  | POR | Jorge H. Howard         |     |
|  | DEF | Carlos Carr Brown       |     |
|  | DEF | Walter Buchanan         |     |
|  | MED | Emilio B. Firpo         |     |
|  | MED | Carlos J. Buchanan      |     |
|  | MED | Ernesto A. Brown        |     |
|  | DEL | Gottlob E. Weiss        |     |
|  | DEL | Juan José Moore         | (C) |
|  | DEL | Jorge Brown             |     |
|  | DEL | Carlos Edgard Dickinson |     |
|  | DEL | Eugenio Moore           |     |

|  | POR | Amílcar Céspedes     |     |
|  | DEF | Carlos Carve Urioste |     |
|  | DEF | Ernesto Boutón Reyes |     |
|  | MED | Miguel Nebel         | (C) |
|  | MED | Luis Carbone         |     |
|  | MED | Gaudencio Pigni      |     |
|  | DEL | Bolívar Céspedes     |     |
|  | DEL | Eduardo de Castro    |     |
|  | DEL | Gonzalo Rincón       |     |
|  | DEL | Carlos Céspedes      |     |
|  | DEL | Alejandro Cordero    |     |

|  | 51' | Jorge Brown |
|  | 80' | Jorge Brown |

|  | 21' | Carlos Céspedes  |
|  | 58' | Carlos Céspedes  |
|  | 61' | Bolívar Céspedes |

| Árbitro | Roberto W. Ruud |

## Luego del partido
Una prolongada ovación por parte de los espectadores, en su mayoría argentinos, reconoció la gran victoria de Uruguay. Fueron agasajados en el domicilio de Wattson y les fue ofrecido un banquete en la noche en la Rotissería Luzzio Hnos —sus propietarios eran dirigentes del Club Atlético Porteño—.
La recepción al día siguiente en Montevideo fue calurosa haciéndose presentes en el puerto gran cantidad de aficionados. La prensa de ambos países no escatimó elogios para Nacional y llegó a la Liga una nota de felicitación de su similar argentina.

Buenos Aires, septiembre 14.

-A Enrique Lichtenberger.- Piedras 127.- Montevideo.-
En nombre del Consejo de la Argentine Football Association, felicito a la Liga Oriental por el triunfo de ayer.
Los miembros del team oriental se han portado como héroes. La línea de forwards ha resultado la mejor que se haya presentado en nuestras canchas.

Un cariñoso saludo a su digno presidente y demás miembros de la Liga Oriental.
–CHEVALLIER BOTELL, Presidente; F. WILLIAMS, Secretario.-

La Liga resolvió agradecer a los jugadores y les cedió las camisetas usadas en el partido, las cuales eran de color azul con una franja diagonal blanca. A la izquierda, sobre el corazón lucía una bandera de Uruguay y debajo de la misma las iniciales UAFL.

## Repercusiones históricas
El 13 de septiembre se convirtió en una fecha simbólica para el Club Nacional de Football, que la celebra cada año con un festejo y una ceremonia de entrega de medallas a los socios del club que cumplen treinta, cincuenta o setenta y cinco años de antigüedad como asociado. El 13 de septiembre de 2003, cumpliéndose cien años de la gesta, Nacional organizó un evento conmemoración que contó con la participación de jugadores históricos del club y un partido de fondo frente al Montevideo Wanderers que finalizó 4:1. Durante el evento, los jugadores lucieron una vestimenta similar a la utilizada en 1903 y frondosos bigotes postizos, imitando la moda de la época. El 13 de septiembre de 2011, cumpliéndose 108 años de la gesta, Nacional utilizó una camiseta de color celeste en un partido por la Copa Sudamericana 2011 ante Universidad de Chile, uso que se extendería a lo largo de un mes y se transformó en una tradición.